# Myosorex blarina
Myosorex blarina är en däggdjursart som beskrevs av Thomas 1906. Myosorex blarina ingår i släktet Myosorex och familjen näbbmöss. Inga underarter finns listade i Catalogue of Life.

## Utseende
Exemplaren når en kroppslängd (huvud och bål) av 81 till 93 mm, en svanslängd av 31 till 40 mm och en vikt av 13,5 till 18 g. Bakfötterna är 13 till 16 mm långa och öronen är 6 till 7 mm stora. De långa klorna vid framtassen används för att gräva i lövskiktet och i marken. Den tjocka pälsen har på ovansidan en svartbrun färg och undersidan är gråaktig. Typisk är små öron som är gömda i pälsen och långa klor vid framtassarna. Artens svarta svans är naken. Den yttre framtanden och fram till premolarerna har tänderna endast en spets.

## Utbredning och ekologi
Denna näbbmus förekommer i Ruwenzoribergen i centrala Afrika i Uganda och östra Kongo-Kinshasa. Arten vistas i regioner som ligger 1800 till 4000 meter över havet. Habitatet utgörs av olika slags bergsskogar samt av områden som är täckta av bambu, hed eller gräs. Typiska växtsläkten är Lobelia och Senecio. Exemplaren gräver med händerna efter föda. De är främst nattaktiva men kan vara aktiva på dagen. Upphittade vuxna honor i maj och november var inte dräktiga.

## Hot
Beståndet hotas av skogsröjningar och av andra landskapsförändringar. IUCN kategoriserar arten globalt som starkt hotad.